# Garagentor

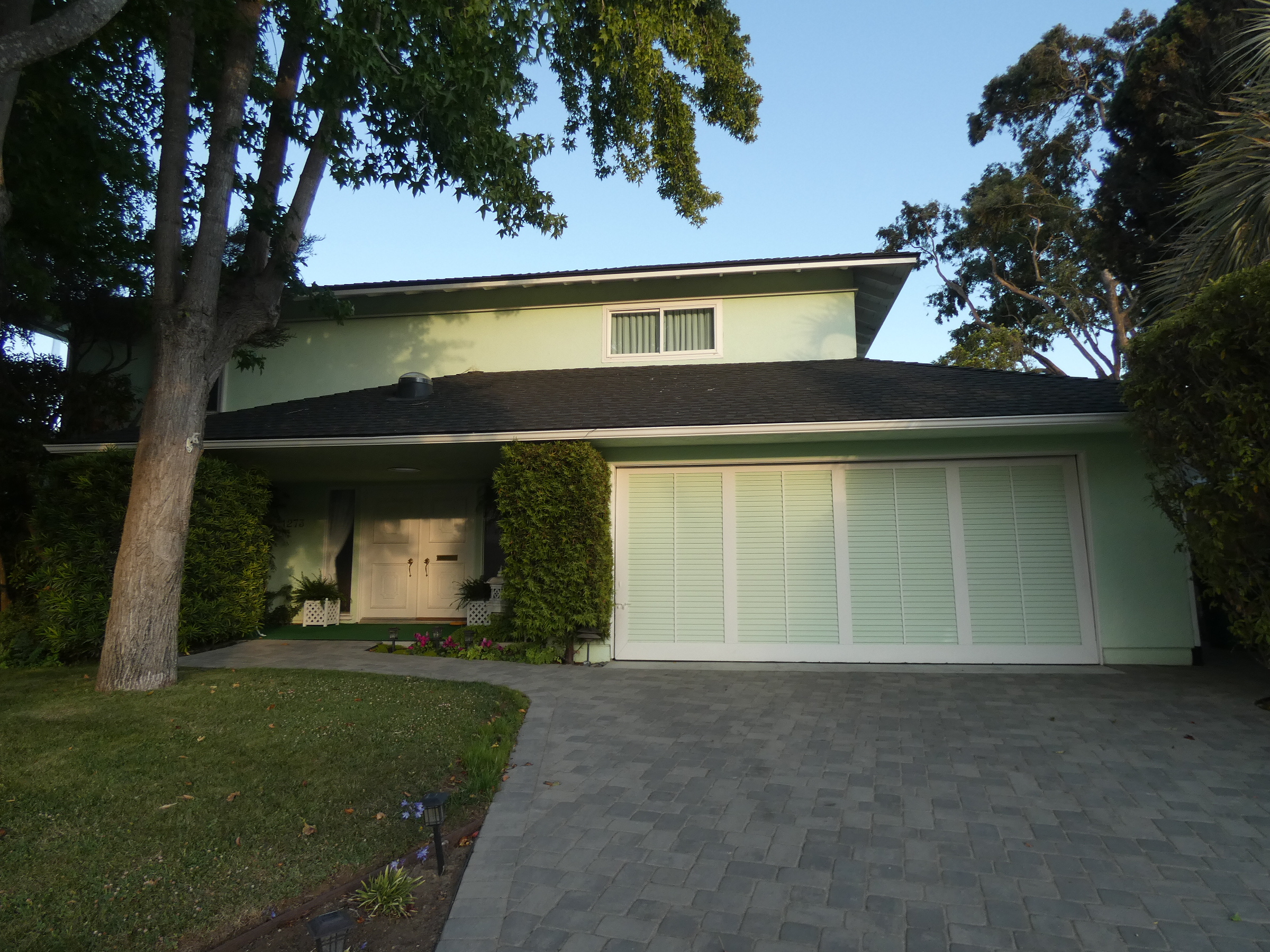
Individuell designtes hölzernes Garagentor in einem Wohnhaus im modernen Stil in Kalifornien (Baujahr um 1970). Solche Tore werden heute nicht mehr hergestellt; wenn sie kaputt gehen, werden sie aus Kostengründen ohne Rücksicht auf den Baustil meist durch Standard-PVC-Sektionaltore ersetzt.

Ein Garagentor verschließt die Einfahrt in eine Garage. Garagentore lassen sich unter architektonischen und unter technischen Gesichtspunkten beschreiben.

## Geschichte
Schon seit Jahrhunderten nutzen Menschen überdachte Strukturen um ihre Fahrzeuge zu parken. Garagentore wurden aber erst mit der Erfindung des Automobils notwendig. Frühe Garagentore mussten manuell bedient werden und bestanden aus Holz. Sie waren häufig schwer und schwierig zu öffnen.
In den 1920er Jahren kam es mit der Erfindung des Schwingtors zu einer neuen Entwicklung von Garagentoren. Sie wurden zwar immer noch manuell bedient, waren aber viel einfacher bedienbar als die Vorgängermodelle.
In den 1930er Jahren wurden elektrische Garagentoröffner erfunden. Dadurch wurde die Bedienung deutlich erleichtert, da diese über einen Schalter in der Garage oder eine Fernbedienung gesteuert werden konnten. Das Fahrzeug musste also zum Öffnen und Schließen des Tores nicht mehr verlassen werden.
In den 1950er und 1960er Jahren wurden neue Materialien wie Stahl und Fiberglas für Garagentore eingeführt, um die Tore haltbarer und witterungsbeständiger zu machen. Außerdem wurde begonnen, sie mit einer Isolierung auszustatten. Mit den steigenden Energiepreisen in den 1970ern stieg der Bedarf an isolierten Garagentoren deutlich, da durch sie die Wärme besser in der Garage gehalten werden konnte und kalte Luft schwieriger eindringen konnte. Ebenfalls halfen sie bei der Reduzierung von Lärmbelästigung.
Seit den 2000er Jahren gab es einige weitere Innovationen. So gibt es Garagentore in verschiedensten Materialien, Ausführungen und Farben. Intelligente Technologien wie die Bedienung über Smartphones oder andere mobile Geräte wurden eingeführt, ebenso Sicherheitsfunktionen die verhindern, dass Menschen oder Objekte von schließenden Toren getroffen werden können.

## Funktionstypen
Die wesentlichen Typen von Garagentoren sind:
- Schwingtor oder Kipptor (Unterkante des Tores schwingt in einer Kreisbahn geführt über zwei Hebelarme aus, Toroberkante bewegt sich im Wesentlichen nur in einer Ebene – kann auch im Tiefgaragenbereich als Tor für die Parkbox eingesetzt werden). Schwingtore bestehen in Deutschland oft aus verzinktem, beschichteten Stahlblech. Aufgrund ihrer Funktionsweise benötigen solche Tore nach außen hin einen gewissen Platz.
- Sektionaltor (als Deckensektionaltor oder als Seitensektionaltor). Das Torblatt besteht aus mehrere einzelnen Sektionen, die jeweils mit Laufrollen in Schienen geführt unter die Decke bzw. zur Seite verschoben werden. Die durch Gelenke verbundenen einzelnen Paneele ermöglichen neben einer effizienten Isolierung auch ein hohes Maß an Einbruchsicherheit.[2]
- Kipptor: nicht ausschwingendes einteiliges Tor (Geführt über zwei senkrechte und zwei waagrechte Laufschienen oben)
- Rolltor (das Garagentor wird mit einem Rollladen verschlossen, der nach oben aufgewickelt wird).
- Flügeltor/Drehflügeltor (als ein- oder zweiflügliges Tor)

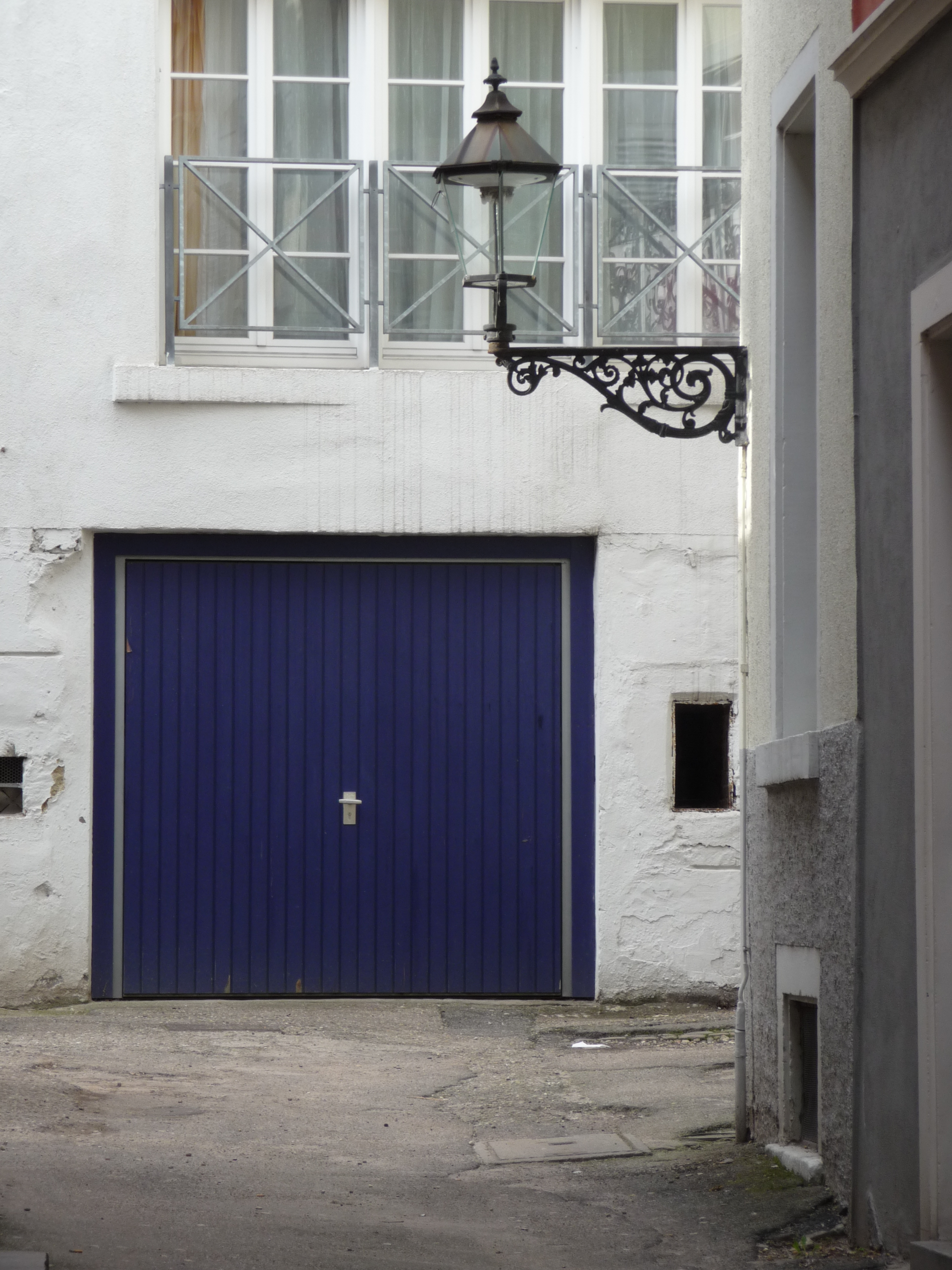
Schwingtor
Schwingtor oder Kipptor
Kipptor nicht ausschwingendes einteiliges Tor
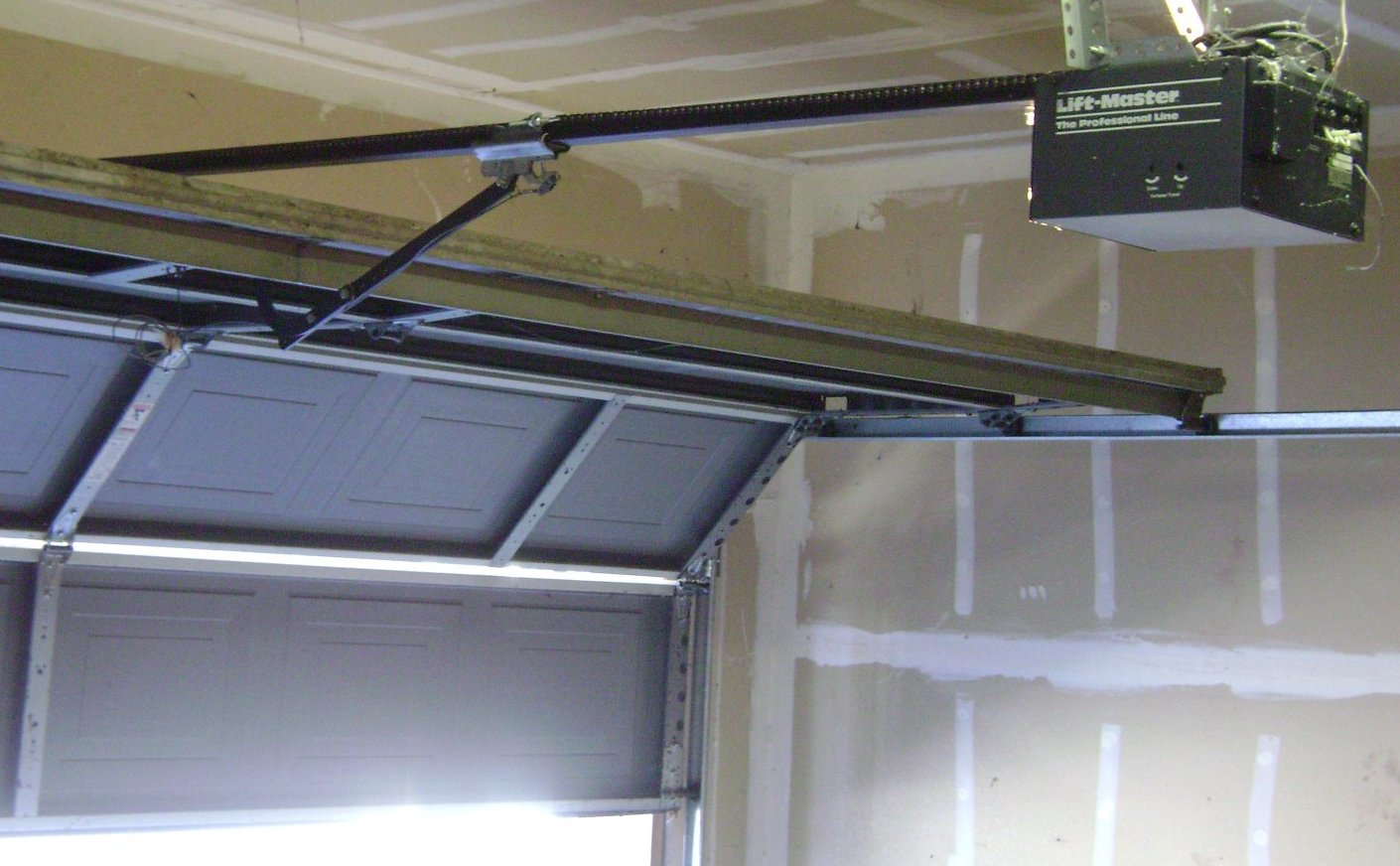
Garagentorantrieb an einem Sektionaltor

## Elektrischer Garagentorantrieb

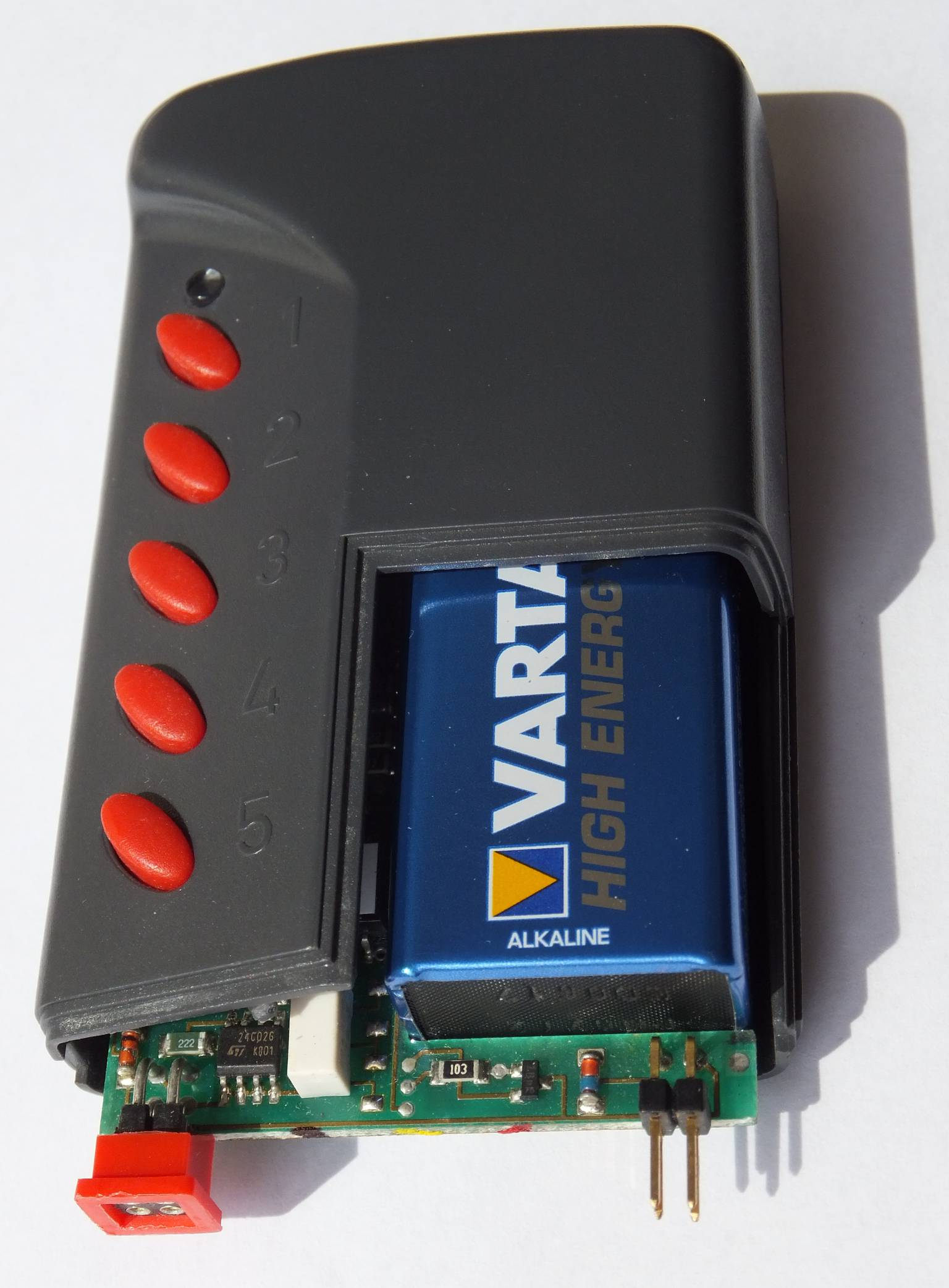
5-Kanal-Garagentorsender, geöffnet, sichtbar sind die Kontakte zur Programmierung der Tasten

Als Garagentorantrieb bezeichnet man eine über einen Elektromotor angetriebene Vorrichtung, um Garagentore zu öffnen und zu schließen.
Als Antriebsmittel dienen dabei meist Antriebsketten, Zahnriemen oder Bewegungsschrauben (sogenannte Spindelantriebe). Über dieses Antriebsmittel wird dann ein Laufwagen (Führungsschlitten) bewegt, der über ein Metallstück (Führungsschiene) mit dem Tor verbunden ist. Im Antriebsgehäuse sind in der Regel eine Platine, ein Transformator und ein Elektromotor untergebracht. Bei Betätigung des Antriebs dreht der Motor ein Rad oder Ritzel und bewegt den Laufwagen in der Führungsschiene vor oder zurück. Zum Abschalten der Endlagen Tor auf/zu dienen Endschalter oder elektronische Abschaltvorrichtungen. Hierbei werden Impulse zwischen den Endlagen gezählt und bei Erreichen derer entsprechend abgeschaltet. Hauptsächlich werden Gleichstrommotoren eingesetzt, da durch die einfachere elektronische Ansteuerung ein sanftes Anfahren und Abbremsen des Garagentores möglich ist. Bei einem ähnlichen System ist der Motor im Laufwagen montiert und bewegt sich entlang einer eingleisig gespannten Kette. Die Stromversorgung des Motors erfolgt dabei über die Antriebskette und Laufschiene mit Schleifkontakten, ähnlich wie bei einer Modelleisenbahn. Der Garagentorantrieb wird über Funk (Handsender) oder einen potentialfreien Kontakt über einen Schlüsseltaster, ein Codeschloss oder Wandtaster ausgelöst.
Viele moderne Autos verwenden eine integrierte Fernbedienung für Garagentore, die sich via Homelink programmieren lässt.

## Garagentore mit Solarantrieb
Wenn die Garage über keinen Haus-Netzanschluss verfügt, kann mit einem speziellen Garagentorantrieb mit Akku-Betrieb das Tor automatisch geöffnet werden.
Dieser Garagentorantrieb, auch Solarantrieb genannt, bezieht seine Energie aus einem Akku in der Garage. Er ist besonders auf sparsamen Stromverbrauch ausgelegt. Der Akku wird über einen auf dem Dach der Garage befindlichen Sonnenkollektor geladen.
Alternativ kann der Akkumulator auch über eine Steckverbindung vom Antrieb gelöst werden. Der Akku kann dann bei Bedarf im Haus mit einem Ladegerät für Netzanschluss geladen werden.

## Normen und Standards in Deutschland
- DIN EN 13241-1 Tore – Produktnorm – Teil 1: Produkte ohne Feuer- und Rauchschutzeigenschaften

- DIN EN 12433-1 Tore – Terminologie – Teil 1: Bauarten von Toren
- DIN EN 12433-2 Tore – Terminologie – Teil 2: Bauteile von Toren

- DIN EN 12426 Tore – Luftdurchlässigkeit: Klassifizierung
- DIN EN 12427 Tore – Luftdurchlässigkeit: Prüfverfahren

- DIN EN 12428 Tore – Wärmedurchgangskoeffizient: Anforderungen an die Berechnung

- DIN EN 12424 Tore – Widerstand gegen Windlast: Klassifizierung
- DIN EN 12444 Tore – Widerstand gegen Windlast: Prüfung und Berechnungen

- DIN EN 12453 Tore – Nutzungssicherheit kraftbetätigter Tore: Anforderungen
- DIN EN 12445 Tore – Nutzungssicherheit kraftbetätigter Tore: Prüfverfahren

- DIN EN 12425 Tore – Widerstand gegen eindringendes Wasser: Klassifizierung
- DIN EN 12489 Tore – Widerstand gegen eindringendes Wasser: Prüfverfahren

- DIN EN 12604 Tore – Mechanische Aspekte: Anforderungen
- DIN EN 12605 Tore – Mechanische Aspekte: Prüfverfahren

- DIN EN 12635 Tore – Einbau und Nutzung

- DIN EN 12978 Türen und Tore – Schutzeinrichtungen für kraftbetätigte Türen und Tore: Anforderungen und Prüfverfahren

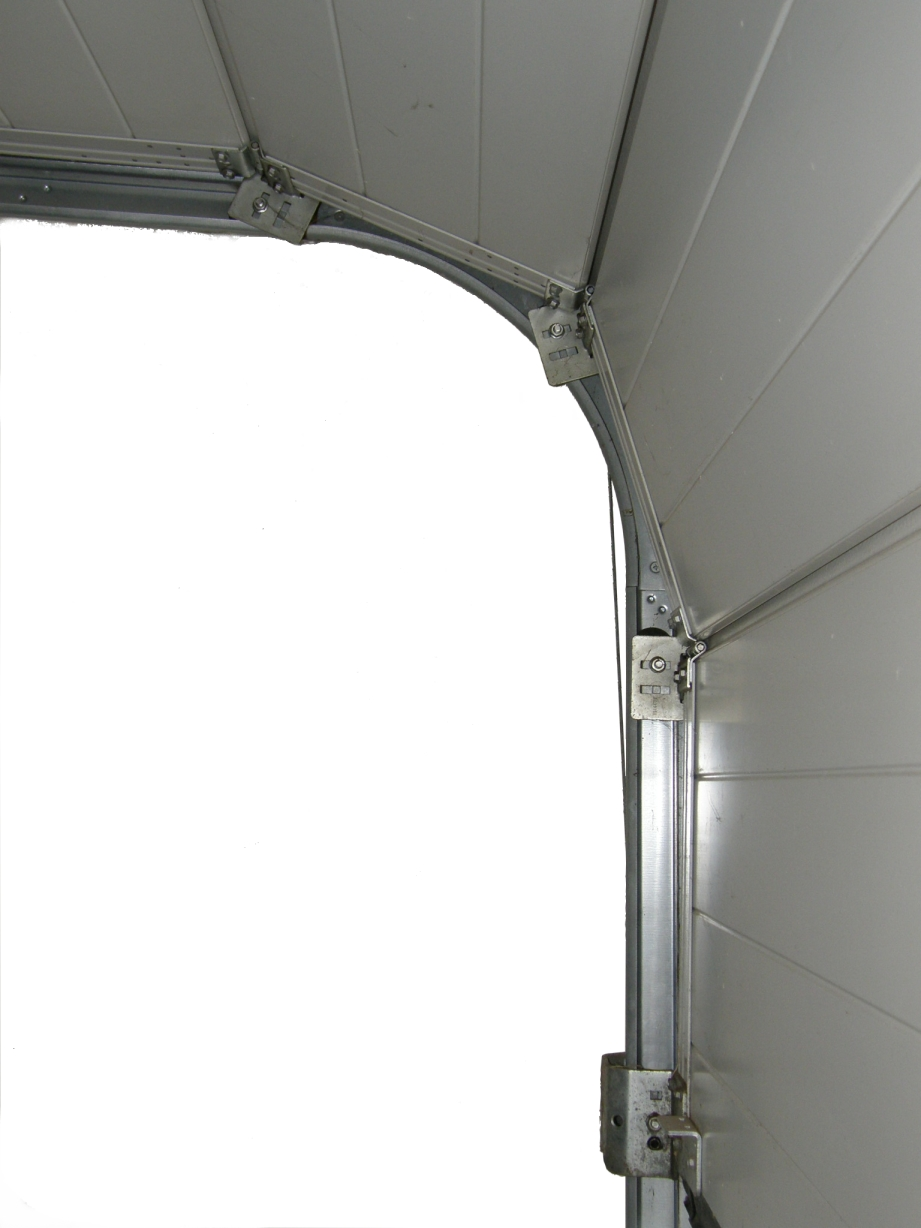
Deckensektionaltor beim Öffnen (innen)
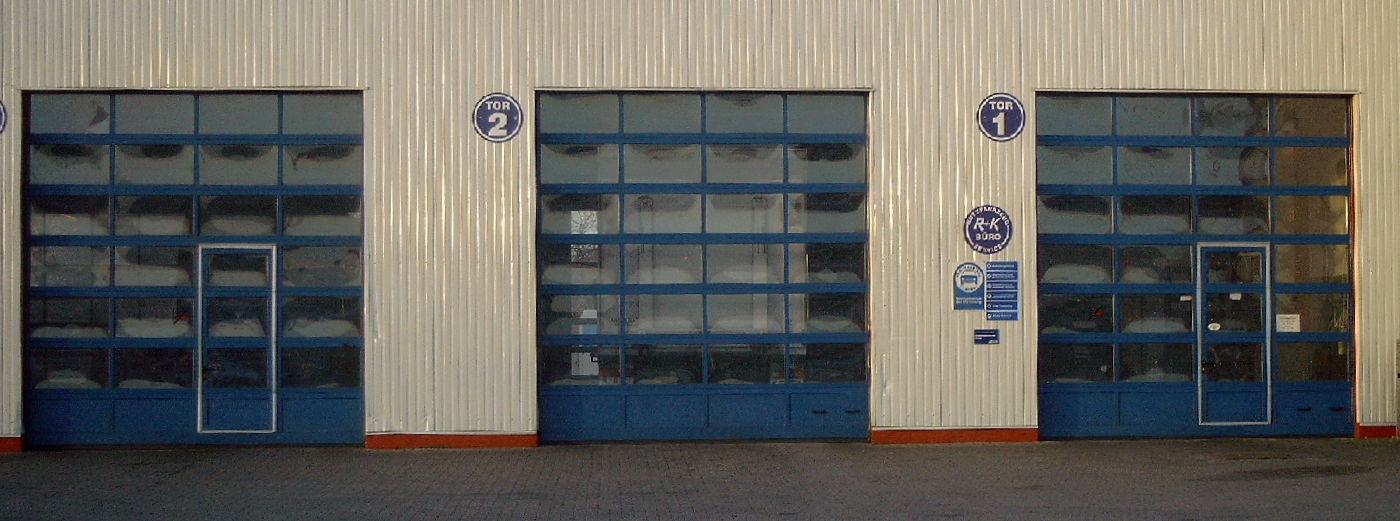
Sektionaltor als Schnelllauftor mit Fenster- und Türelementen